# Valfrid Berglund
Erik Valfrid Almer Berglund, född 12 oktober 1920 i Sättna församling i Västernorrlands län, död 7 maj 2004 i Gustavsbergs församling i Stockholms län, var en svensk friidrottare (långdistanslöpning).
Inhemskt tävlade han för Järla IF. Han vann SM-guld i terräng 8 km år 1954. Valfrid Berglund är begravd på Gustavsbergs kyrkogård.